# Swiatopelk-Czetwertynski
Het huis Swiatopelk-Czetwertynski is een van oorsprong Pools geslacht waarvan de familieleden de titel van prins voeren. Twee leden werden in de Belgische adel erkend in 2007.

## Geschiedenis
Sinds 1495 voert de familie de prinsentitel. In 1569 werd voor het geslacht de vorstelijke status erkend door koning Sigismund II August van Polen. Tussen 1843 en 1886 werd dit in Rusland bevestigd.
De familie kreeg het hard te verduren zowel vanwege nazi-Duitsland als vanwege de Sovjet-Unie en verschillende leden kenden een gewelddadige dood. Heel wat leden ontvluchtten dan ook Polen.
Enkele leden vestigden zich in België en namen de Belgische nationaliteit aan. Michel Swiatopelk-Czetwertynski werd Belgisch ambassadeur. Albert II van België erkende op verzoek de adeldom van de broers Alexandre en Constantin Swiatopelk-Czetwertynski, zonen van de genoemde ambassadeur, met opname in de Belgische erfelijke adelstand en erkenning van de titel van prins en prinses voor hun afstammelingen, overdraagbaar in de mannelijke lijn. De open brieven werden gelicht op 27 april 2007, waarmee zij tot de Belgische adel zijn gaan behoren.

## Enkele telgen
Wladimir vorst Swiatopelk-Czetwertynski (1837-1918), Hofjagermeester van de Russische tsarenfamilie
- Seweryn Franciszek Światopełk-Czetwertyński (Warschau 18 april 1873 - Edinburgh 19 juni 1945), Pools-Russisch politicus (lid Russische Douma 1906 en Poolse Sejm 1919-1935), gevangene in de concentratiekampen van Buchenwald en Auschwitz.
- Sophie prinses Swiatopelk-Czetwertynski (1875-1937); trouwde in 1897 met Władysław graaf Zamoyski (1868-), lid van de familie Zamoyski
- Ludwig prins Swiatopelk-Czetwertynski (Warschau 12 januari 1877 - Auschwitz 3 mei 1941). Hij trouwde in 1906 in Rome met Rose prinses Radziwill (1884-1949). Hij overleed in het concentratiekamp Auschwitz in Polen.
  - Georg (Jerzy) prins Swiatopelk-Czetwertynski (1907-1977); trouwde gravin Roza Zoltowska (1909-1997). Hij zat in Duitse en Russische gevangenen- of concentratiekampen van 1939 tot 1946.
    - Michel prins Swiatopelk-Czetwertynski (Warschau, 1938), Belgisch diplomaat in Bangladesh, Nigeria, Brazilië, Libanon en Portugal
      - Alexandre Wladimir (Alex) prins Swiatopelk-Czetwertynski (Ukkel, 27 december 1975), filmer. Hij trouwde met Christine Renée Harrington.
      - Constantin Nicolas (Tinko) prins Swiatopelk-Czetwertynski (Brussel, 20 februari 1978), fotograaf. Hij trouwde in 2012 met de Braziliaanse prinses Paola Maria Sapieha-Rozanski (Londen, 27 april 1983), dochter van de Poolse prins Sapieha-Rozanski en van Cristina prinses van Bourbon en Braganza, achterkleindochter van keizer Peter II van Brazilië.

  - Andrew Swiatopelk-Czetwertynski (Zoludek, 16 september 1911). Hij werd omstreeks 20 september 1939 in het Woud van Skidel, samen met zijn vrouw door de Sovjets geëxecuteerd.